# 何东上海公馆

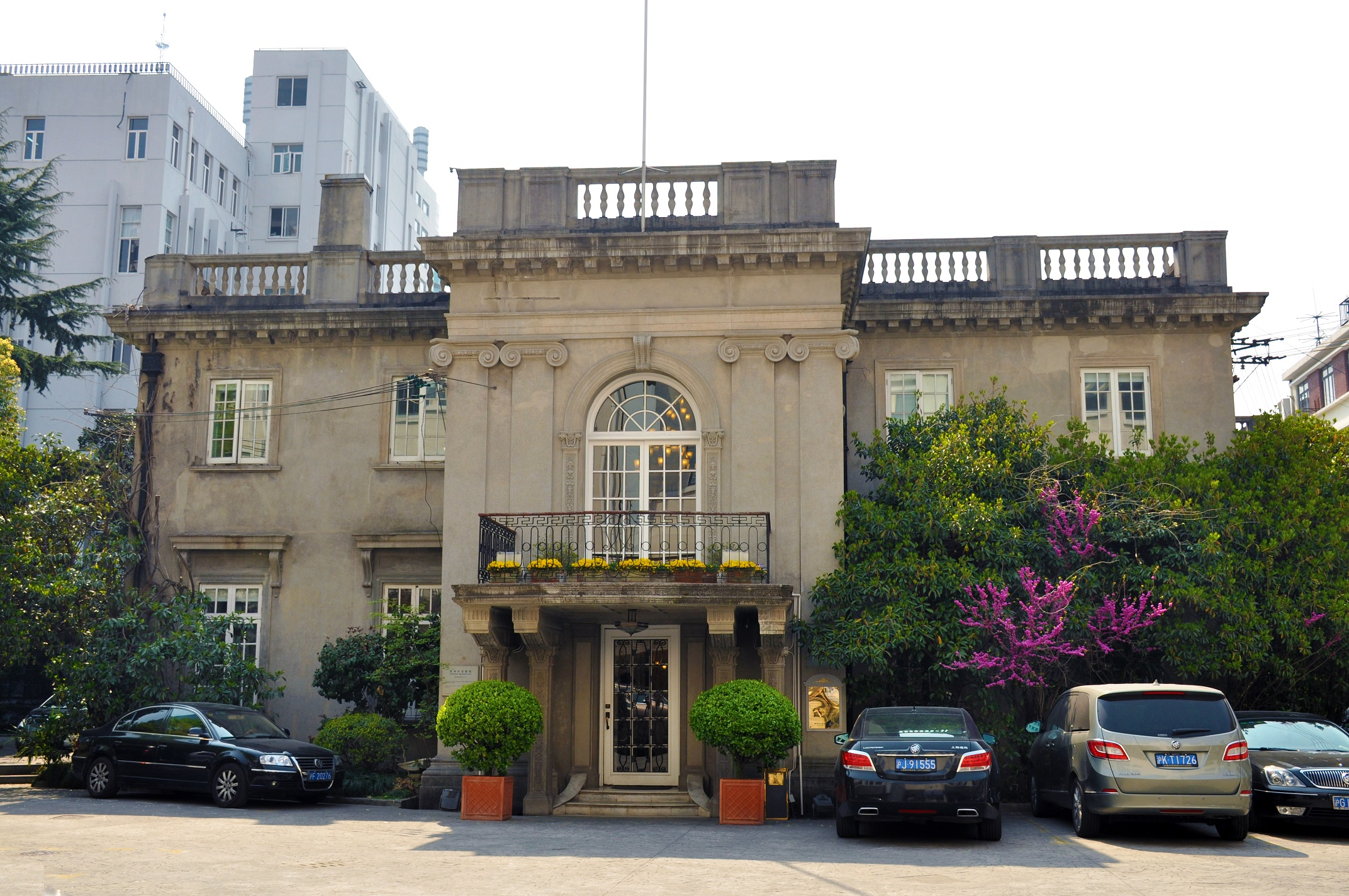
何东公馆北立面

何东上海公馆又稱辞书出版社旧址、陕西北路457号，是香港洋行买办及企业家何东（1862年—1956年）在上海的公馆，位于上海公共租界西区的西摩路（Seymour Road，今静安区陕西北路）457号。

## 历史
第一次世界大战期间，何东开始大规模投资上海，并派儿子何世俭常驻上海打理生意。何东在上海的地产主要在虹口的百老汇路（今大名路）、文监师路（今塘沽路）、密勒路（今峨嵋路）一带，后来在租界西部住宅区的西摩路（今陕西北路）爱文义路（今北京西路）十字路口附近也购进了一些产业，包括西摩路470弄的太平花园；太平花园对面的457号则建造了自己的住宅。这块地基占地17亩，1926年购进，1928年建成。周边是一片中国风格的花园，小桥流水，曲径山石，中间是一座建筑面积近1000平方米的假三层仿英国文艺复兴风格建筑。
1949年以后，何东家族成员迁回香港，何东上海公馆被房地产部门接收。1958年，中华书局《辞海》编辑所（今上海辞书出版社）进驻何东上海公馆。
何东上海公馆已被列为上海市优秀历史建筑。附近地区也是上海市优秀历史建筑的密集分布地区，例如500号为原犹太教拉结会堂，375号为原浸信会怀恩堂，369号为宋耀如住宅。
2023年12月21日，辞书出版社旧址附属绿地正式开放，这也是該建築首次对外打开围墙。